# SYBR Green
SYBR Green I (SG), zieleń SYBR – organiczny związek chemiczny, jeden z rodziny asymetrycznych cyjaninowych barwników fluorescencyjnych, wybarwiający dwuniciowy DNA. Jest on powszechnie używany do wybarwiania jąder komórkowych lub chromosomów (poprzez wizualizację DNA) w mikroskopii fluorescencyjnej.
Kompleks SYBR-DNA ma maksimum absorpcji przypadające na długość fali świetlnej równą 498 nm (kolor niebieski), a maksimum emisji przy 522 nm (kolor zielony).

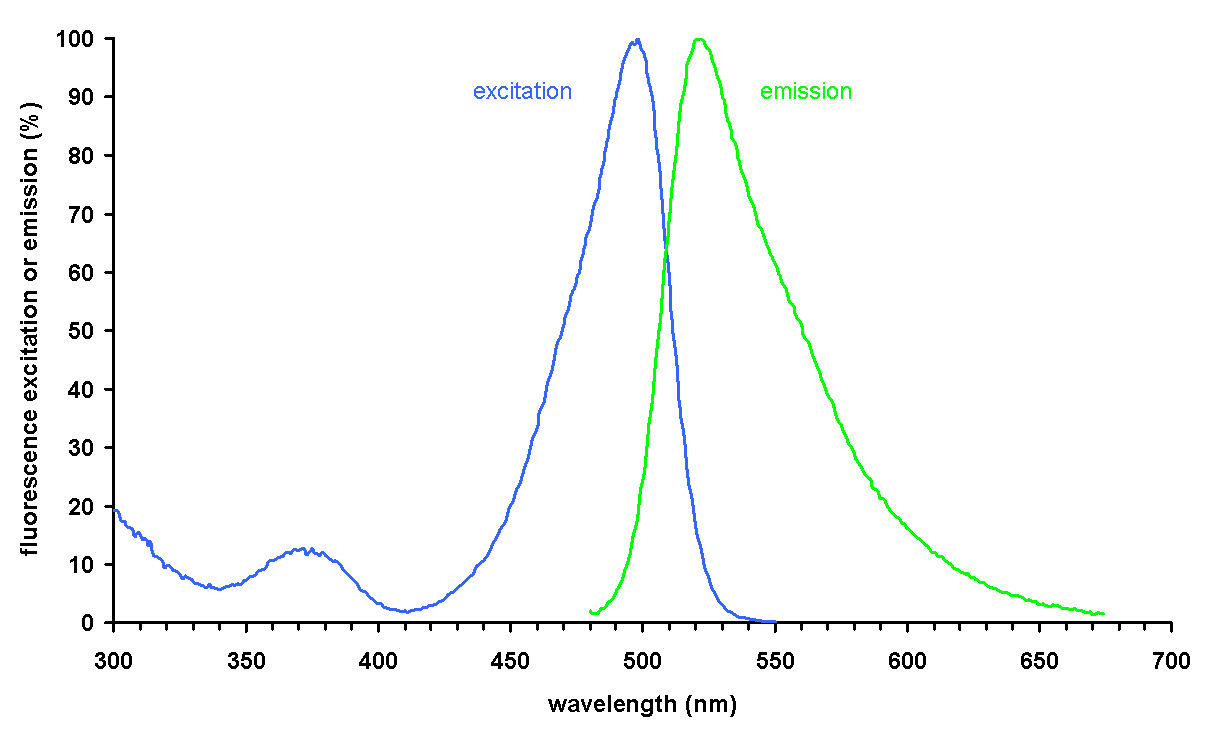
Spektrogram SYBR Green I

Z powodu podobnych właściwości, a braku toksyczności, może on zastępować silne mutageny: DAPI, bromek etydyny czy Hoechst. Jego wpływ na organizmy żywe nie jest do końca poznany.
Ponieważ SYBR bardzo silnie i specyficznie wiąże się do DNA, dając silny sygnał wprost proporcjonalny do ilości DNA w próbie, jest on używany jako najprostsza sonda w ilościowej reakcji łańcuchowej polimerazy.
Podobne barwniki cyjaninowe:
- SYBR Green II
- SYBR Gold
- żółcień oksazolowa (YO, od ang. oxazole yellow)
- oranż tiazolowy (TO, od ang. thiazole orange)
- PicoGreen (PG)